# 12 Armia (RFSRR)
12 Armia (12А, ros. 12-я армия, 12-ja armija) – związek operacyjny Armii Czerwonej okresu wojny domowej w Rosji i wojny polsko-bolszewickiej.

## I formowanie
Armia sformowana na podstawie rozkazu Rewolucyjnej Rady Wojskowej Frontu Południowego z 3 października 1918 na podstawie dyrektywy Rewolucyjnej Rady Wojskowej Republiki z 11 września 1918 w rejonie Astrachania i wschodniej części Północnego Kaukazu; wchodziła w skład Frontu Południowego, od 3 listopada 1918 – w skład Kaspijsko-Kaukaskej części Frontu Południowego, od 8 grudnia 1918 – Frontu Kaspijsko-Kaukaskiego; 13 marca 1919 została rozformowana;

### Skład
- Astrachańska Dywizja Strzelecka (przemianowana na 33 Dywizję Strzelecką) – od 3 X 1918,
- oddziały z 11 Armii przeniesione z Północnego Kaukazu – od 13 II 1919.

### Działania bojowe
Armia osłaniała od południowego zachodu Astrachański Rejon Umocniony. Prowadziła działania bojowe przeciwko wojskom Łazara Biczerachowa. 1 grudnia 1918 rozpoczęła natarcie celem zajęcia linii kolejowej Gudermes — Pietrowsk i Kizlar — Czerwlonna, jednakże operacja nie powiodła się z powodu niedostatecznych sił i epidemii tyfusu. W końcu lutego 1919 przeciwdziałała przebazowaniu oddziałów Sił Zbrojnych Południa Rosji z Północnego Kaukazu do Donbasu, jednakże bez powodzenia.

### Dowództwo
Dowódcy
- Aleksiej Awtonomow (3 X 1918 – 15 XI 1918, wyznaczony, nie objął dowodzenia);
- W. Stiepanow (3 X 1918 – 14 II 1919);
- Nikołaj Żdanow (14 II 1919 – 13 III 1919).

Członkowie Rewolucyjnej Rady Wojskowej
- N. Anisimow (15 XII 1918 – 19 II 1919),
- N. Kuzniecow (15 XI 1918 – 3 III 1919);
- G. Antonow (15 XI 1918 – 3 III 1919);
- Saak Tier-Gabrielan (22 I 1919 – 3 III 1919);
- A. Padierin (6 II 1919 – 11 III 1919);
- Siergiej Miedwiediew (3 III 1919 – 13 III 1919).

Szefowie sztabu
- D. Siewierin (3 X 1918 – 13 III 1919).

## II formowanie
Została utworzona 16 czerwca 1919 postanowieniem Rewolucyjnej Rady Wojskowej Republiki z 4 czerwca 1919 z wojsk 1 i 3 Armii Ukraińskiej; wchodziła w skład Frontu Zachodniego, od 27 lipca 1919 była podporządkowana głównemu dowódcy; od 7 września 1919 była w składzie Frontu Zachodniego, od 17 października 1919 wchodziła w skład Frontu Południowego, od 10 stycznia 1920 Frontu Południowo-Zachodniego, od 14 sierpnia 1920 – Frontu Zachodniego, od 17 (inne źródła – 27) września 1920 – Frontu Południowo-Zachodniego, 25 grudnia 1920 została rozformowana.

### Skład
- 1 Dywizja Ukraińska (VI 1919 – 15 VIII 1919);
- 7 Dywizja Strzelców (III 1920 – XII 1920);
- 24 Dywizja Strzelców (VI 1920);
- 25 Dywizja Strzelców (V 1920 – XII 1920);
- 44 Dywizja Strzelców (VI 1919 – IV 1920, VI – XII 1920);
- 45 Dywizja Strzelców (VI 1919 – X 1919, III 1920 – IV 1920);
- 46 Dywizja Strzelców (VI 1919 – VII 1919);
- 47 Dywizja Strzelców (IX 1919 – IV 1920);
- 57 Dywizja Strzelców (II 1920 – III 1920);
- 58 Dywizja Strzelców (VII 1919 – VIII 1920; IX 1920 – X 1920);
- 60 Dywizja Strzelców (VIII 1919 – II 1920);
- Samodzielna Dywizja Strzelecka Wojsk Wewnętrznej Ochrony Republiki (XI 1920 – XII 1920);
- 9 Dywizja Kawalerii (VI 1919 – X 1919);
- 17 Dywizja Kawalerii (II 1920 – V 1920; X 1920).

### Działania bojowe
W czerwcu 1919 prowadziła działania obronne na zachodniej i południowej Ukrainie. Na zachodzie walczyła z wojskami polskimi i Armii Czynnej Ukraińskiej Republiki Ludowej, na kierunku południowym z Siłami Zbrojnymi Południa Rosji, zajmując rubież Chersoń, Mikołajów, Odessa, Tyraspol, Jampol, Kamieniec Podolski, Wołoczyska, Łuck, Sarny.
W okresie lipiec-sierpień wojska Denikina, zająwszy Charków, Połtawę i Jekaterynosław, rozpoczęły natarcie na Mikołajów i Odessę, starając się odciąć główne siły 12 armii na południu Ukrainy. 14 sierpnia 1919 została utworzona Południowa Grupa Wojsk 12 Armii, którą dowodził Jona Jakir (45 i 58 Dywizja Strzelecka). Znalazłszy się w okrążeniu, Grupa Wojsk rozpoczęła odwrót do Żytomierza, chcąc połączyć się z głównymi siłami 12 Armii; przeszła tocząc walki ponad 400 km, zajmując 19 września Żytomierz i łącząc się z siłami głównymi. Od września do października 1919 12 Armia utrzymywała obronę na obu brzegach Dniepru na północ od Kijowa, będąc podzielona na Prawobrzeżną i Lewobrzeżną Grupę Wojsk. W listopadzie 1919 przeszła do natarcia, zajmując Czernihów (listopad) i Kijów (grudzień) i w połowie stycznia 1920 wyszła na rubież Winnica, na południe od Białej Cerkwi, Znamianki, Piatichatka.
Następnie Armia brała udział w wojnie polsko-bolszewickiej; prowadząc walki w rejonach miast Mozyrz, Owrucz, Korosteń, Biełokorowiczi wycofała się za Dniepr. pozostawiając Kijów (kwiecień — maj 1920). Brała udział w operacjach Frontu Południowo-Zachodniego: Kijowskiej (26 maja — 17 czerwca 1920) (forsowanie Dniepru, zajęcie miast Kijów i Korosteń), Rowieńskiej (28 czerwca — 11 lipca 1920) (zajęcie Sarny), Lwowskiej (23 lipca — 20 sierpnia 1920) (forsowanie Styru i Stochodu, zajęcie Kowla, natarcie na Chełm). Ponosząc olbrzymie straty w sierpniu i wrześniu 1920 Armia wycofała się na wschód i przeszła do obrony. W listopadzie 1920 prowadziła walki przeciwko ugrupowaniom Petlury i Stanisława Bułak-Bałachowicza.
Armia była odznaczona Orderem Czerwonego Sztandaru.
Rozkazem przewodniczącego Rewolucyjnej Rady Wojskowej Republiki Nr 2660/532 z 3 grudnia 1920 utworzono dowództwo Sił Zbrojnych Ukrainy i Krymu, składających się z wojsk Kijowskiego Okręgu Wojskowego, dowództwa Ukraińskiej Armii Zapasowej i Charkowskiego Okręgu Wojskowego. Dowództwo sformowano na bazie dowództwa polowego Frontu Południowego.
Z 12 Armia została wyłączona z wojsk Frontu Południowo-Zachodniego i przekazana w skład wojsk Sił Zbrojnych Ukrainy i Krymu. W grudniu dowództwo polowe 12 Armii zostało rozformowane.

### Dowództwo
Dowódcy:
- Nikołaj Siemionow (16 VI 1919 – 8 IX 1919);
- Siergiej Mieżeninow (10 IX 1919 — 10 VI 1920)[1]
- Gaspar Woskanow (10 VI 1920 – 20 VIII 1920);
- Nikołaj Kuźmin (cz.p.o., 20 VIII 1920 – 26 X 1920);
- Nikołaj Lisowski (26 X 1920 – 25 XII 1920).

Członkowie Rewolucyjnej Rady Wojskowej:
- Siemion Arałow (16 VI 1919 – 1 XII 1920);
- A. Siemaszko (16 VI 1919 – 12 IX 1919);
- Nikołaj Kuźmin (21 VII 1920 – 3 XII 1920);
- Aleksandr Safonow (22 VIII 1919 – 13 IX 1919);
- Konstantin Awksientjewski (13 VIII 1919 – 22 VIII 1919);
- Nikołaj Murałow (8 IX 1919 – 13 VII 1920);
- ? Serafimow (18 II 1920 – 17 V 1920);
- Wołodymyr Zatonskyj (27 VI 1919 – 17 V 1920);
- Witalij Kosior (27 VIII 1920 – 12 X 1920);
- Aleksandr Szumski (12 X 1920 – 11 XII 1920);
- Piotr Tkałun (27 XI 1920 – 18 XII 1920).

Szefowie sztabu:
- G. Kutyriew (16 VI 1919 – 2 X 1919);
- W. Siedaczew (2 X 1919 – 13 X 1920);
- М. Mołkoczanow (13 X 1920 – 17 X 1920);
- W. Datynin (17 X 1920 – 17 XI 1920);
- I. Modenow (17 XI 1920 – 25 XII 1920).